# Баллада о маленьком игроке
«Баллада о маленьком игроке» (англ. The Ballad of a Small Player) — будущий художественный фильм режиссёра Эдварда Бергера с Колином Фарреллом в главной роли, экранизация романа Лоуренса Осборна. Его премьера состоится в сентябре 2025 года.

## Сюжет
Главный герой фильма — заядлый игрок, который отправляется в Макао, чтобы завязать. Литературной основой сценария стал роман Лоуренса Осборна.

## В ролях
- Колин Фаррелл
- Тильда Суинтон
- Фала Чен
- Дини Ип
- Алекс Дженнингс

## Производство и релиз
О начале работы над фильмом стало известно в апреле 2024 года. Режиссёром стал Эдвард Бергер, сценарий напишет Роуэн Жоффе, продюсерами стали Майк Гудридж и Мэтью Уилкинсон. Главную роль получил Колин Фаррелл. Съёмки пройдут в 2024 году, премьера фильма состоится на Netflix.
Премьера состоится на кинофестивале в Торонто в сентябре 2025 года. Фильм выйдет в кинотеатрах США 15 октября 2025 года, в кинотеатрах Великобритании и Ирландии 17 октября и на стриминговом сервисе Netflix 29 октября.